# Desastre na mina em Soma
O desastre na mina em Soma é considerado o pior acidente de mineração na história da Turquia. Ocorreu no dia 13 de maio de 2014 em uma mina de carvão subterrânea em Soma, na província de Manisa, cerca de 250 quilômetros ao sul de Istambul. Durante uma troca de turno dos mineiros, houve uma explosão em um transformador elétrico, a cerca de 200 metros de profundidade e a 2 quilômetros da entrada, o que ocasionou um incêndio, vitimando 301 trabalhadores.

## Antecedentes
De acordo com estatísticas oficiais, 3 000 mineiros morreram em minas de carvão da Turquia desde 1941. Até à data, o acidente mais mortal em uma mina ocorreu em Zonguldak, cidade próxima a região do Mar Negro, em 1992, ocasionando a morte de morreu 263 trabalhadores.
No fim de 2013, os mineiros turcos protestaram por melhores condições de segurança nas minas. O Partido da Justiça e Desenvolvimento, do primeiro-ministro Recep Tayyip Erdoğan, havia rejeitado a 29 de abril de 2014, duas semanas antes do acidente, uma moção do partido da oposição para investigar as condições de segurança na mina de Soma.

## Resgate
Um total de 787 mineiros estavam trabalhando na mina, quando ocorreu a explosão. Até o dia seguinte, pouco mais de 300 mineiros haviam sido resgatados. Os socorristas bombeardearam oxigênio para que este chegasse ao fundo da mina para garantir a sobrevivência dos mineiros presos. Embora houvesse duas saídas para a ação das equipes de resgate, apenas uma poderia ser usada. A outra estava interditada, aprisionando os trabalhadores. O resgate foi encerrado em 18 de maio de 2014, com a retirada dos dois últimos cadáveres. 486 mineiros sobreviveram ao desastre.

## Reações
O governo turco declarou três dias de luto nacional pelas vítimas e muitas autoridades enviaram suas condolências, entre as quais, Ban Ki-moon, Herman Van Rompuy, Joachim Gauck, Vladimir Putin, David Cameron e Mariano Rajoy. O Papa Francisco solicitou orações pelas vítimas do desastre.
Reações internas foram imediatas e a população protestou, alegando que o acidente poderia ter sido evitado se as autoridades turcas tivessem revisto as condições de segurança da mina e se as leis fossem rigorosas. Em 16 de maio de 2014 a polícia de Soma usou gás lacrimogêneo, canhões de água e balas de borracha contra os manifestantes.